# Lennep (Adelsgeschlecht)

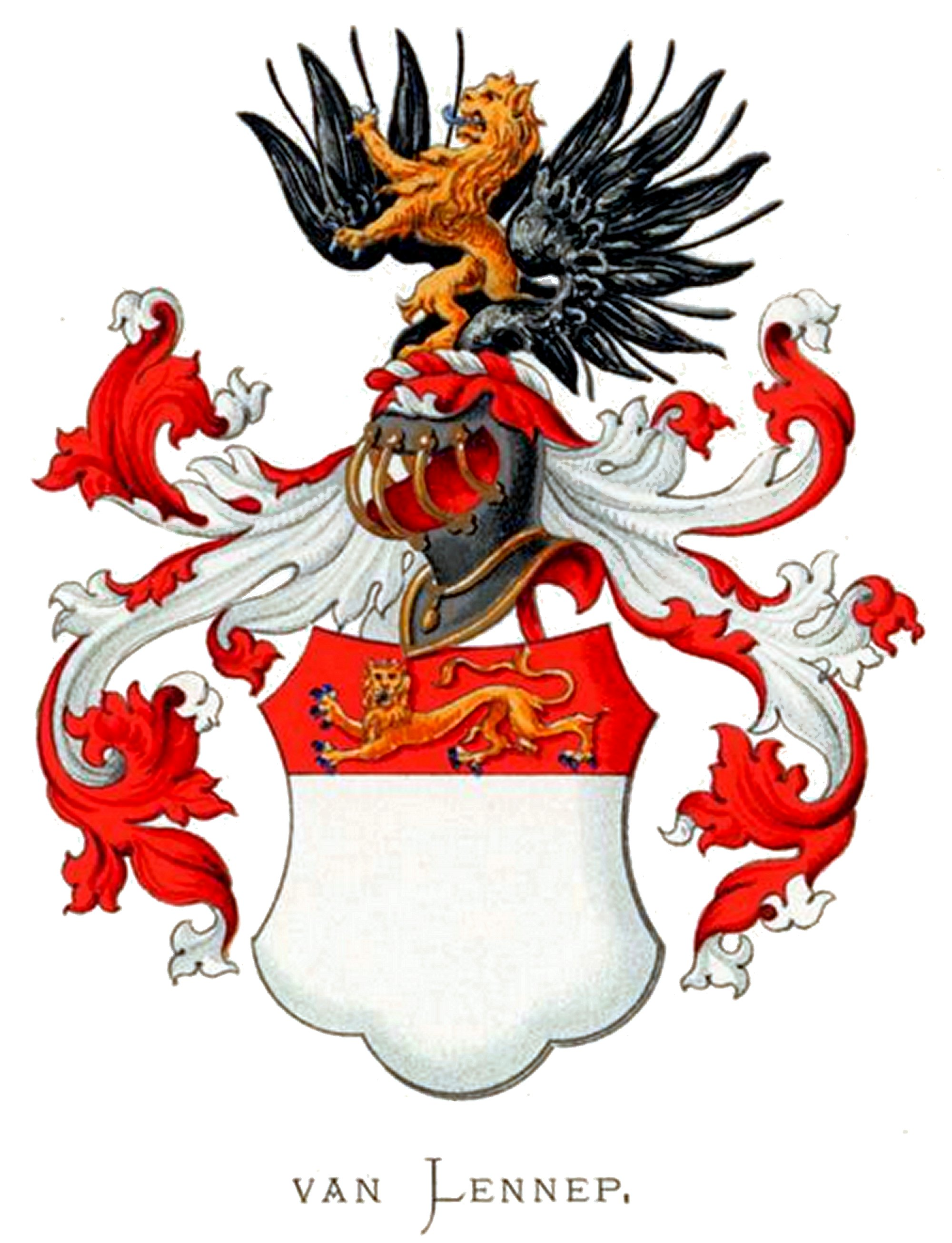
Wappen der Van Lennep

Van Lennep ist der Name eines noch heutzutage existierenden Patrizier- und Adelsgeschlechts aus den Niederlanden.

## Geschichte
Die Familie entstammte Gerrit van Lennep (gest. 1558/60), einem unehelichen Sohn von Werner van Lennep, aus dem Geschlecht der Edelherren von Linnep an der Ruhr zu Schloss Linnep in der Herrschaft Linnep. Gerrit war Schneider und später Brauer in Arnheim. Seine Nachkommen führten die Brauerei weiter, und auch eine Goldschmiede. Zu Anfang des 17. Jahrhunderts übersiedelte die Familie nach Amsterdam, ein weiterer Zweig ging nach Haarlem, und wurde dem dortigen Patriziat angehörig. Zu Ende des 18. Jahrhunderts erfüllten die Van Lenneps auch in Amsterdam Regierungsaufgaben (siehe Regent von Amsterdam). Im Jahre 1813 wurde die Familie durch Kaiser Napoleon zu französischen Baronen erhoben. In den niederländischen Adel wurde das Geschlecht erstmals im Jahre 1822 eingeführt.

## Personen
- Christiaan van Lennep (1887–1955), Tennisspieler
- Elias und Heinrich van Lennep (Elias: 1637/38–1692, Heinrich: ~1635–1720), die Brüder waren Kupferstecher
- Johannes Daniël van Lennep (1724–1771), Philologe
- David Jacob van Lennep (1774–1853), Lehrer und Poet
- Jacob van Lennep (1802–1868), Schriftsteller
- Emiel van Lennep (1915–1996), Beamter und Staatsminister
- Gijs van Lennep (* 1942), Rennfahrer
- Roelof van Lennep (1876–1951), Tennisspieler

## Wappen
Blasonierung: Silberner Schild mit rotem Schildhaupt, in welchem ein goldener Leopard. Auf dem rot-silbern bewulsteten Helm ein schwarzer Flug, dazwischen ein goldener, nach Rechts gewendeter Löwe. Die Helmdecken sind rot-silbern.

Weitere Wappenabbildungen:

## Weblink
- Opmerkingen over de geslachten behandeld in Nederland’s Adelsboek (1949), S. 100 (PDF; 8,8 MB)